# 梅特卡夫 (密西西比州)
梅特卡夫（英語：Metcalfe）是位於美國密西西比州華盛頓縣的城鎮。

## 人口
根據2020年美國人口普查的數據，梅特卡夫的面積為2.60平方千米，皆為陸地。當地共有人口816人，而人口密度為每平方千米314人。